# 101-я гвардейская стрелковая дивизия
101-я гвардейская стрелковая дивизия — воинское подразделение Вооружённых Сил СССР в Великой Отечественной войне. Сформирована 30.12.1944 путём преобразования 14-й стрелковой дивизии. В действующей армии c 29.01.1945 по 09.05.1945 года.
Дивизия участвовала в Восточно-Померанской операции. При её участии были взяты города Шлохау, Поллнов, Кезлин, Штольп, Лауенбург, Нойштадт, Гдыня, Штральзунд, а также остров Рюген.

## Полное наименование
101-я гвардейская стрелковая Печенгская Краснознамённая орденов Суворова и Красной Звезды дивизия

## Подчинение
- 2-й Белорусский фронт, 19-я армия, 40-й гвардейский стрелковый корпус
- 2-й Белорусский фронт, 19-я армия, 40-й гвардейский стрелковый корпус — на 01.04.1945
- 3-й Белорусский фронт, 2-я ударная армия, 40-й гвардейский стрелковый корпус - на 01.05.1945.

## Состав
Периоды вхождения в состав Действующей армии:
- 29 января 1945 года — 9 мая 1945 года

Новая нумерация частям дивизии присвоена в январе 1945 года
- 321-й гвардейский стрелковый полк
- 326-й гвардейский стрелковый полк
- 329-й гвардейский стрелковый полк
- 417-й гвардейский артиллерийский полк
- 118-й (113-й)отдельный гвардейский истребительно-противотанковый дивизион
- 111-я отдельная гвардейская разведывательная рота
- 143-й отдельный гвардейский сапёрный батальон
- 196-й отдельный гвардейский батальон связи
- 75-й медико-санитарный батальон
- 123-я отдельная гвардейская рота химической защиты
- 193-я автотранспортная рота
- 603-я полевая хлебопекарня
- 203-й дивизионный ветеринарный лазарет
- 669-я почтово-полевая станция
- 185-я полевая касса Госбанка[1]

## Командиры
- Гребёнкин, Фёдор Алексеевич, полковник с 30.12.1944 по 11.04.1945
- Ушаков, Евгений Григорьевич, генерал-майор с 20.04.1945 по 09.05.1945 - командир 101-й гвардейской стрелковой Печенгской дивизии
- Музыкин, Михаил Максимович, генерал-майор с октября 1945 по июль 1946

## Награды
| Награда (наименование)             | Дата награждения                                                           | За что награждена |
| ---------------------------------- | -------------------------------------------------------------------------- | --- |
| Почётное наименование «Печенгская» | Приказом Верховного Главнокомандующего № 0354 от 31 октября 1944 года      | в ознаменование одержанной победы и за отличие в боях при овладении городом Печенга. |
| Почётное звание Гвардейская        | Приказом Народного комиссара обороны СССР от 29 декабря 1944 года          | За проявленную отвагу в боях за Отечество с немецкими захватчиками, за стойкость, мужество, дисциплину и организованность, за героизм личного состава. |
| Орден Красного Знамени             | Указом Президиума Верховного Совета СССР от 6 января 1945 года             | За образцовое выполнение боевых заданий командования в боях с немецкими захватчиками, за освобождение Печенгской области и проявленные при этом доблесть и мужество. |
| Орден Красной Звезды               | Награждена указом Президиума Верховного Совета СССР от 5 апреля 1945 года  | За образцовое выполнение боевых заданий командования в боях с немецкими захватчиками при овладении городами Руммельсбург (Мястко), Поллнов и проявленные при этом доблесть и мужество.                                                                                         |
| Орден Суворова II степени          | Награждена указом Президиума Верховного Совета СССР от 26 апреля 1945 года | награждена указом Президиума Верховного Совета СССР от 26 апреля 1945 года за образцовое выполнение заданий командования в боях с немецкими захватчиками при овладении городами Тчев (Диршау), Вейхарово (Нойштадт), Пуцк (Путциг) и проявленные при этом доблесть и мужество. |

Награды частей дивизии:
- 321-й гвардейский стрелковый Киркенесский[5] полк;
- 326-й гвардейский стрелковый Киркенесский[5] ордена Кутузова[6] полк;
- 329-й гвардейский стрелковый Гдынский[7] ордена Александра Невского полк;
- 417-й гвардейский артиллерийский ордена Кутузова полк.

## Отличившиеся воины
- Алексеев, Пётр Григорьевич, гвардии ефрейтор, разведчик 111 отдельной гвардейской разведывательной роты.
- Льдинин, Степан Ефимович, гвардии старшина, помощник командира взвода 326 гвардейского стрелкового полка.